# Dessau
Dessau was een stadsdistrict in het oosten van de Duitse deelstaat Saksen-Anhalt. Tot 1945 was het de hoofdstad van de staat Anhalt. De stad had circa 91.000 inwoners. Sinds 1 juli 2007 is het deel geworden van de nieuwe kreisfreie Stadt Dessau-Roßlau. Het stadsdeel Dessau is gelegen aan de oevers van de rivier de Mulde, die ten noorden van de stad in de Elbe uitmondt.

## Ontstaan
Dessau ontstond aan het begin van de dertiende eeuw en was geconcentreerd rondom enkele forten langs de Elbe en de Mulde. Vanaf de negentiende eeuw profiteerde Dessau volop van de industrialisering. In en na de Eerste Wereldoorlog was Dessau bekend als de plaats waar de vliegtuigen van Junkers werden gebouwd. Net als veel andere Duitse steden werd Dessau aan het einde van de Tweede Wereldoorlog zwaar getroffen door geallieerde bombardementen. Circa 80 procent van de binnenstad werd verwoest, evenals de meeste industriële complexen. Tussen 1949 en 1990 maakte Dessau deel uit van de Duitse Democratische Republiek.
Dessau is vooral bekend vanwege de kunsthogeschool Bauhaus. In 1925 verhuisde deze vanuit Weimar naar het nieuw in Dessau opgeleverde Bauhaus-gebouw, dat wereldberoemd werd in de architectuurwereld. De hogeschool zelf werd in 1932 alweer verplaatst naar Berlijn en in 1933 opgeheven.

## Bezienswaardigheden
Bezienswaardig zijn het hertogelijk Slot Dessau en de Mariakerk uit de 16de eeuw.
Van kunsthistorische betekenis is de Anhaltische Gemäldegalerie Dessau, gevestigd in het Slot Georgium, met een belangrijke schilderijencollectie, ook van Nederlandse kunstenaars uit de 15e tot 18e eeuw. Verder is er veel grafisch werk van onder meer Hendrick Goltzius.
Verschillende objecten in en om Dessau, waaronder het Bauhaus en de daarbij behorende Meisterhäuser, waaronder Slot Georgium, maken deel uit van het Parklandschap Dessau-Wörlitz, dat in 2000 op de werelderfgoedlijst van de UNESCO is opgenomen.

## Sport en recreatie
Dwars door Dessau loopt de Europese wandelroute E11. De E11 loopt van Den Haag naar het oosten, op dit moment tot de grens Polen/Litouwen.

## Productie van DDR-mijnen
Bij Dessau, destijds in de DDR, lag in de bossen een geheime chemische fabriek (VEB Chemiewerk Kapen), die tussen ca. 1965 en 1985 o.a. honderdduizenden mijnen produceerde voor het grensgebied met West-Duitsland. Daaronder ook de beruchte SM-70 mijn, die bij aanraking tientallen staalsplinters verspreidde. Het communistische DDR-regime wilde hiermee de vlucht van zijn burgers naar het Westen verhinderen.

## Geboren
- Joachim Ernst van Anhalt (1536-1586), vorst van Anhalt-Zerbst en Anhalt-Dessau
- Lodewijk I van Anhalt-Köthen (1579-1650), vorst van Anhalt-Köthen
- Johan Casimir van Anhalt-Dessau (1596-1660), vorst van Anhalt-Dessau
- Johan George II van Anhalt-Dessau (1627-1693), vorst van Anhalt-Dessau
- Leopold I van Anhalt-Dessau (1676-1747), vorst van Anhalt-Dessau
- Johan Willem Friso van Nassau-Dietz (1687-1711), vorst van Nassau-Dietz en stadhouder van Groningen en Friesland
- Leopold II Maximiliaan van Anhalt-Dessau (1700-1751), vorst van Anhalt-Dessau
- Moses Mendelssohn (1729-1786), Duits-Joods filosoof
- Leopold III Frederik Frans van Anhalt-Dessau (1740-1817), hertog van Anhalt-Dessau
- Samuel Heinrich Schwabe (1789-1875), astronoom
- Leopold IV Frederik van Anhalt (1794-1871), hertog van Anhalt-Dessau
- Wilhelm Müller (1794-1827), dichter
- Carl von Basedow (1799-1854), arts
- Max Müller (1823-1900), Duits-Brits oriëntalist en filoloog
- Frederik I van Anhalt (1831-1904), hertog van Anhalt
- Friedrich Grützmacher (1832-1903), cellist
- Adelheid Marie van Anhalt-Dessau (1833-1916), Groothertogin-gemalin van Luxemburg
- Leopold Frederik van Anhalt (1855-1886), prins van Anhalt
- Frederik II van Anhalt (1856-1918), hertog van Anhalt
- Eduard van Anhalt (1861-1918), hertog van Anhalt
- Maximilian von Weichs (1881-1954), veldmaarschalk
- Kurt Weill (1900-1950), Duits-Amerikaans componist
- Joachim Ernst (1901-1947), hertog van Anhalt
- Dieter Hallervorden (1935), komiek, acteur en regisseur
- Imi Knoebel (1940), kunstenaar
- Burghild Wieczorek (1943-2016), atlete
- Werner Schildhauer (1959), atleet
- Thomas Kretschmann (1962), acteur
- Daniela Schreiber (1989), zwemster